# Zakład Historii Europy Wschodniej Uniwersytetu im. Adama Mickiewicza w Poznaniu
Zakład Historii Europy Wschodniej Uniwersytetu im. Adama Mickiewicza w Poznaniu – jeden z trzech zakładów tworzących Instytut Wschodni UAM (od 1 września 2008). Dawniej zakład był częścią Instytutu Historii UAM.

## Historia zakładu

### Geneza
Geneza Zakładu Historii Europy Wschodniej na Uniwersytecie im. Adama Mickiewicza w Poznaniu sięga 1920, kiedy to archiwista i wykładowca Uniwersytetu Berlińskiego (gdzie od 1908 prowadził Seminar für Osteuropäische Geschichte) dr Józef Paczkowski (1861-1933) otrzymał nominację na stanowisko profesora w katedrze Historii Wschodu Europy na Uniwersytecie Poznańskim, gdzie obowiązki dydaktyczne podjął dopiero z dniem 1 października 1926 i wypełniał do końca roku akademickiego 1927/28, gdy przeszedł na emeryturę. 

### Okres powojenny
Po II wojnie światowej reaktywowaną Katedrą Historii Wschodu Europy od 1 sierpnia 1945 kierował prof. dr Henryk Łowmiański (1898-1984), wcześniej profesor Uniwersytetu Stefana Batorego w Wilnie (1934-1939), a następnie pracownik Archiwum Miejskiego w Wilnie. W 1950, Katedra Historii Europy Wschodniej zmieniła nazwę na Katedrę (od 1968 Zakład) Historii Narodów ZSRR. Ostatnia zmiana nazwy na Zakład Historii Europy Wschodniej IH UAM dokonana została w 1990 na fali przemian zachodzących w całym kraju.

### Okres po 1989 r.
Zarządzeniem Rektora UAM z dniem 1 września 2009 Zakład przeszedł z Instytutu Historii UAM do Instytutu Wschodniego UAM na tym samym Wydziale Historycznym UAM. 1 stycznia 2020, zarządzeniem Rektora UAM, Zakład został zlikwidowany na skutek zmian organizacyjnych na Wydziale Historii.

## Kierownicy Zakładu
- 1920-1928 - prof. dr Józef Paczkowski
- 1928-1939 - prof. dr hab. Kazimierz Chodynicki
- 1945-1968 - prof. dr hab. Henryk Łowmiański
- 1968-1996 - prof. dr hab. Jerzy Ochmański
- 1996-1999 - dr hab. Grzegorz Błaszczyk
- 1999-2002 - dr hab. Krzysztof Pietkiewicz
- 2002-2011 - prof. dr hab. Artur Kijas
- 2011-2019 - prof. dr hab. Grzegorz Błaszczyk